# 가리야번 (가즈사국)
가리야 번(일본어: 苅谷藩 카리야한[*])은 일본 에도 시대 전기 가즈사국 내에 있던 번으로, 지금의 지바현 이스미군 가리야에 위치했다. 미카와국의 가리야 번과 구분하기 위해 일반적으로 가즈사 가리야 번으로 표기하는 경우가 많다. 번청은 가리야 진야이다.

## 번의 역사
5백 석의 하타모토였던 호리 나오카게는 간에이 19년(1642년) 윤 9월에 아버지 호리 나오유키(堀直之)의 유령인 9천 5백 석을 이어받아 합계 1만 석의 후다이 다이묘로써 제후의 반열에 오르면서 가즈사 가리야 번이 세워졌다. 이때 나오카게는 쇼인반(書院番)을 맡은 이후부터 2천 석의 영주가 되어 있었기 때문에 본래대로라면 아버지의 유령을 합쳐서 1만 1천 5백 석의 다이묘가 될 것이었지만, 상속과 동시에 1천 5백 석을 동생 호리 나오우지(堀直氏)에게 분봉해 주면서 고쿠다카가 1만 석이 되었던 것이다. 나오카게는 간분 8년(1668년) 8월에 가독을 장남 호리 나오요시에게 물려주고 은거, 곧 출가하여 소산(宗三)이라 칭하였다. 그 해 12월, 나오요시는 진야를 가리야에서 가즈사 국 이치하라 군 야와타로 옮겨가게 되었고, 이에 따라 가즈사 가리야 번은 폐지되었다. 이후 호리 가문은 가즈사 야와타 번주로서 존속했다.

## 역대 번주
1. 호리 나오카게(堀直景) 재위 1642년 ~ 1668년
2. 호리 나오요시(堀直良) 재위 1668년